# Boris Chatalbashev
Boris Chatalbashev (bulgarsk: Борис Чаталбашев; født 30. januar 1974) er en bulgarsk og dansk skakstormester, firedobbelt vinder af bulgarienssmesterskabet i skak (1991, 1998, 2007, 2010) og dobbelt vinder af Danmarksmesterskabet i skak (2023-2024). Da han vandt ved mesterskabet i 2023 over Jonas Bjerre, blev han den første ikke-danske statsborger til at vinde titlen.

## Karriere
I 1990'erne og 2000'erne var Chatalbashev en af de førende skakspillere i Builgarien. Han vandt det bulgarske mesterskab fire gange; i 1991 (hvor han blev den yngste mester i landets historie), 1998, 2007, og 2010. Han fik sølv ved to lejligheder ved samme konkurrence; 2004 og 2009. Boris Chatalbashev har vundet det bulgarske holdmesterskab i skak for forskellige skakklubber (2008, 2009, 2012, 2013).
Han vandt eller delte førstepladsen i en række skakturneringer inklusive Albena (1992), Pavlikeni (1994), Chambéry (1996), Paris (1997), Saint-Affrique (1998), Cutro (1998, 2001), Porto San Giorgio (2000, 2003), Imperia (2001), Val Thorens (2001, 2004), Reggio Emilia (2001/02), Balatonlelle (2002, 2003), Agde (2002), La Roda (2004), Genova (2005), Sunny Beach (2005, 2006) og Rijeka (2007).
Boris Chatalbashev har spillet for Bulgarien ved Skakolympiaden tre gange:
- I 1996, på andet reservebræt ved 32. skakolympiade in Yerevan (+1, =2, -1).
- I 1998, på første reservebræt ved 33. skakolympiade i Elista (+3, =3, -2),
- I 2004, på første reservebræt ved 36. skakolympiade i Calvià (+3, =2, -1).

Boris Chatalbashev har spillet for Bulgarien ved Europæisk Holdmesterskab i skak:
- I 2003, på tredjebræt i Plovdiv (+1, =3, -2),
- I 2007, på første reservebræt i Heraklion (+0, =6, -1).

Boris Chatalbashev spillede for Bulgarien ved Men's Chess Balkaniads:
- I 1992, på sjettebræt i Mangalia (+3, =0, -0) og vandt sølvmedalje og individuel guldmedalje

I 1995 blev han International mester (IM) og 2 år senere blev han skakstormester.
I december 2021 vandt han 20.000 leva i den bulgarske udgave af Who Wants to Be a Millionaire?.